# 물고기자리 54 b
물고기자리 54 b 또는 물고기자리 54 Ab(이 명칭은 갈색 왜성 물고기자리 54 B의 존재를 고려한 것이다)는 외계 행성이다. 이 행성은 물고기자리 방향으로 지구에서 약 36광년 떨어져 있다. 물고기자리 54 b의 모항성은 K형 주계열성인 물고기자리 54이다. 이 행성의 최소 질량은 목성의 약 5분의 1 수준이며, 공전 주기는 2개월 남짓이다.

## 발견
2002년 1월 16일 제오프 마시 연구진은 물고기자리 54 주위에서 외계 행성 한 개를 발견했다고 공표했다. 이 행성의 질량은 목성의 20퍼센트 수준으로, 이는 토성의 질량과 비슷하다.

## 물리적 특성

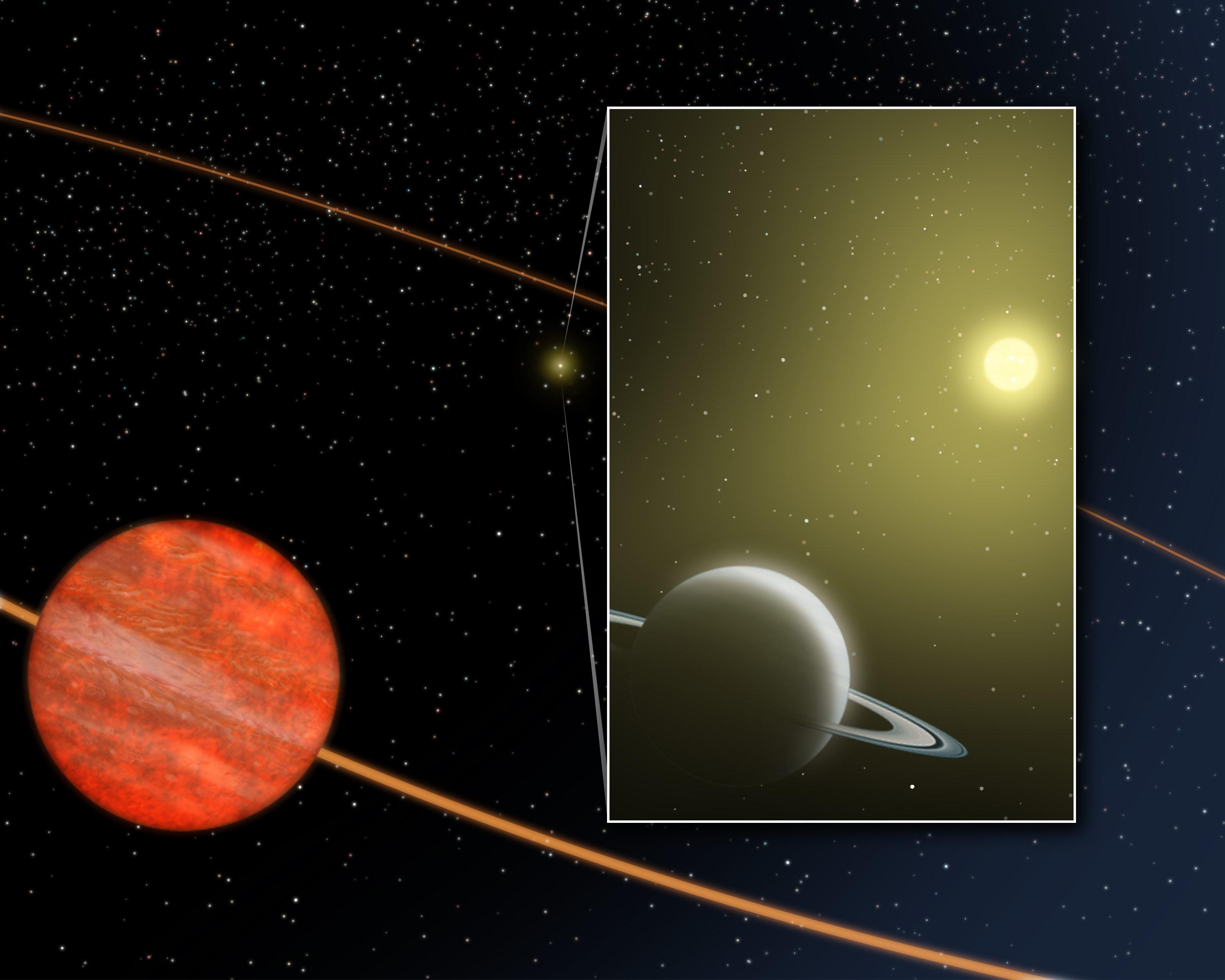
천체 예술가의 물고기자리 54 개념도. 그림에는 물고기자리 54 B와 주성 A에 가까운 물고기자리 54 b가 보인다.

이 행성은 어머니 항성을 0.28 천문단위 떨어진 거리(이는 수성보다 가깝다)에서 돌고 있으며, 1 공전주기는 약 62일이다. 이심률은 0.63 정도이다. 그러나 매우 찌그러진 궤도를 돌고 있기 때문에, b보다 멀리 떨어져 있는 미지의 행성이 b를 중력적으로 끌어당기고 있는 것으로 추측했었다. 이후 발견된 갈색 왜성의 존재가 이 찌그러진 궤도의 원인이었던 것으로 밝혀졌다.
어머니 항성의 광도를 고려할 때 지구와 같은 기온이 형성되려면 0.68 천문단위 정도를 떨어져 돌아야 하며 공전주기는 240일로 대략 태양에서 금성까지 거리와 비슷하게 된다. 그러나 b의 큰 질량 때문에 지구 정도 크기의 행성이 알맞은 생명체 거주가능 영역에서 형성이 되었더라도 오랜 시간이 지나는 동안 궤도가 망가져 버렸을 확률이 크다.

## 같이 보기
- 물고기자리 109 b

## 참고 문헌
1. ↑  Butler;  외. (2006). “Catalog of Nearby Exoplanets”. 《The Astrophysical Journal》 646 (1): 505 – 522. doi:10.1086/504701.[깨진 링크(과거 내용 찾기)] (웹 인쇄본)
2. 1 2  Fischer;  외. (2003). “A Sub-Saturn Mass Planet Orbiting HD 3651”. 《The Astrophysical Journal》 590 (2): 1081 – 1087. doi:10.1086/375027.[깨진 링크(과거 내용 찾기)]